# خوش مكان (حومة دشتستان)
خوش مكان (بالفارسية: خوش‌مکان) هي قرية تقع في إيران في منطقة مركزية ريفية. يقدر عدد سكانها بـ 1,117 نسمة .